# Мариновка (Запорожская область)
Мариновка (укр. Маринівка) — село,
Вячеславский сельский совет,
Приморский район,
Запорожская область,
Украина.
Код КОАТУУ — 2324880402. Население по переписи 2001 года составляло 725 человек.

## Географическое положение
Село Мариновка находится на берегах реки Лозоватка,
выше по течению на расстоянии в 3 км расположено село Вячеславка,
ниже по течению на расстоянии в 1,5 км расположено село Новоалексеевка.

## История
- 1862 год — дата основания.

## Объекты социальной сферы
- Школа.